# Musca fulvicornis
Musca fulvicornis är en tvåvingeart som först beskrevs av Zetterstedt 1859.  Musca fulvicornis ingår i släktet Musca och familjen spyflugor.
Artens utbredningsområde är Sverige. Inga underarter finns listade i Catalogue of Life.